# Šandal
Šandal é um município da Eslováquia, situado no distrito de Stropkov, na região de Prešov. Tem 10,89 km² de área e sua população em 2018 foi estimada em 330 habitantes.

## Demografia
| Ano:        | 1994 | 2004   | 2014 | 2024   |
| ----------- | ---- | ------ | ---- | ------ |
| Broj ljudi: | 315  | 300    | 312  | 318    |
| Razlika:    |      | -4,76% | +4%  | +1,92% |

| Ano:               | 2023 | 2024   |
| ------------------ | ---- | ------ |
| Número de pessoas: | 316  | 318    |
| Diferença:         |      | +0,63% |